# Michael Csányi-Wills
Michael Csányi-Wills, né en 1975, est un pianiste et compositeur britannique d'origine hongroise.

## Discographie
- deux enregistrements de la musique de Mieczysław Weinberg sur le label Toccata Classics ;
- un enregistrement de sa musique sur Toccata Classics :
  - Mélodies avec orchestre – Ilona Domnich, soprano ; Jacques Imbrailo ; Nicky Spence, ténor ; Londamis Ensemble, dir. Mark Eager (4–5 août 2015, Toccata TOCC 0329)